# Trollguten
Der Trollguten (norwegisch für Trolljunge) ist ein Felsvorsprung im ostantarktischen Königin-Maud-Land. In der Gjelsvikfjella ragt er im westlichen Teil der Mayrkette in der Umgebung der norwegischen Troll-Station auf.
Wissenschaftler des Norwegischen Polarinstituts benannten ihn 2007.